# MacDonnell de Antrim
Los MacDonnell de Antrim (en irlandés: Mac Domhnaill), también conocidos como MacDonnell de Glens, son una rama en Irlanda del clan Donald, cuyo origen está en Escocia. Inicialmente parte del clan MacDonald de Dunnyveg, los MacDonnell de Antrim se convirtieron en su propia rama en 1558 cuando Sorley Boy MacDonnell obtuvo el señorío de los Glens en el territorio en Irlanda de manos de James MacDonald, sexto jefe del clan MacDonald de Dunnyveg. Los MacDonnell de Antrim eran un clan del clan Donald del clan real Somhairle, que la Corona inglesa había intentado cultivar desde principios del siglo XIV en sus esfuerzos por influir en el curso de la política en Escocia. Los MacDonnell establecieron una presencia cada vez mayor en Irlanda a lo largo de los siglos XV y XVI y desempeñaron un papel crucial en la política de Irlanda del siglo XVII. Los MacDonnell lograron mucho éxito en Irlanda en gran parte gracias a sus conexiones culturales y familiares con la nobleza gaélica de Irlanda. 

## Historia

### Orígenes
Los MacDonnell de Antrim descienden de John Mor MacDonald, jefe del clan MacDonald de Dunnyveg. John Mor MacDonald fue el segundo hijo de Juan de Islay, Señor de las Islas, sexto jefe del clan Donald, a través del segundo matrimonio de Juan de Islay con la princesa Margarita Estuardo, hija del rey Roberto II de Escocia.
John Mor MacDonald se casó con Margery Byset, hija de Mac Eoin Bissett, señor de los Glens de Antrim. Aunque un siglo y medio después los MacDonnell afirmarían que su dote incluía el propio señorío, esto es falso porque los Mac Eoin Bissett permanecieron en posesión de él hasta principios o mediados del siglo XVI. Sin embargo, tras la muerte en batalla, en apoyo de sus amigos y parientes los O'Neill contra los O'Donnell, del último Mac Eoin Bissett conocido en 1522, los MacDonnell recién llegados parecen haber comenzado a lograr sus propios avances en la región y finalmente utilizó el matrimonio anterior para afirmar que tenían derechos sobre el señorío de Bissett. Los MacDonnell ya poseían el castillo de Dunnyvaig en la isla de Islay y tierras en Kintyre (Escocia).
Los MacDonnell de Antrim no se convirtieron en una rama separada del clan Donald hasta 1558, cuando formaban parte del clan MacDonald de Dunnyveg, cuando Somhairle Buidhe MacDonnell obtuvo el señorío del territorio en Irlanda de James MacDonald, sexto de Dunnyveg.

### SigloXV

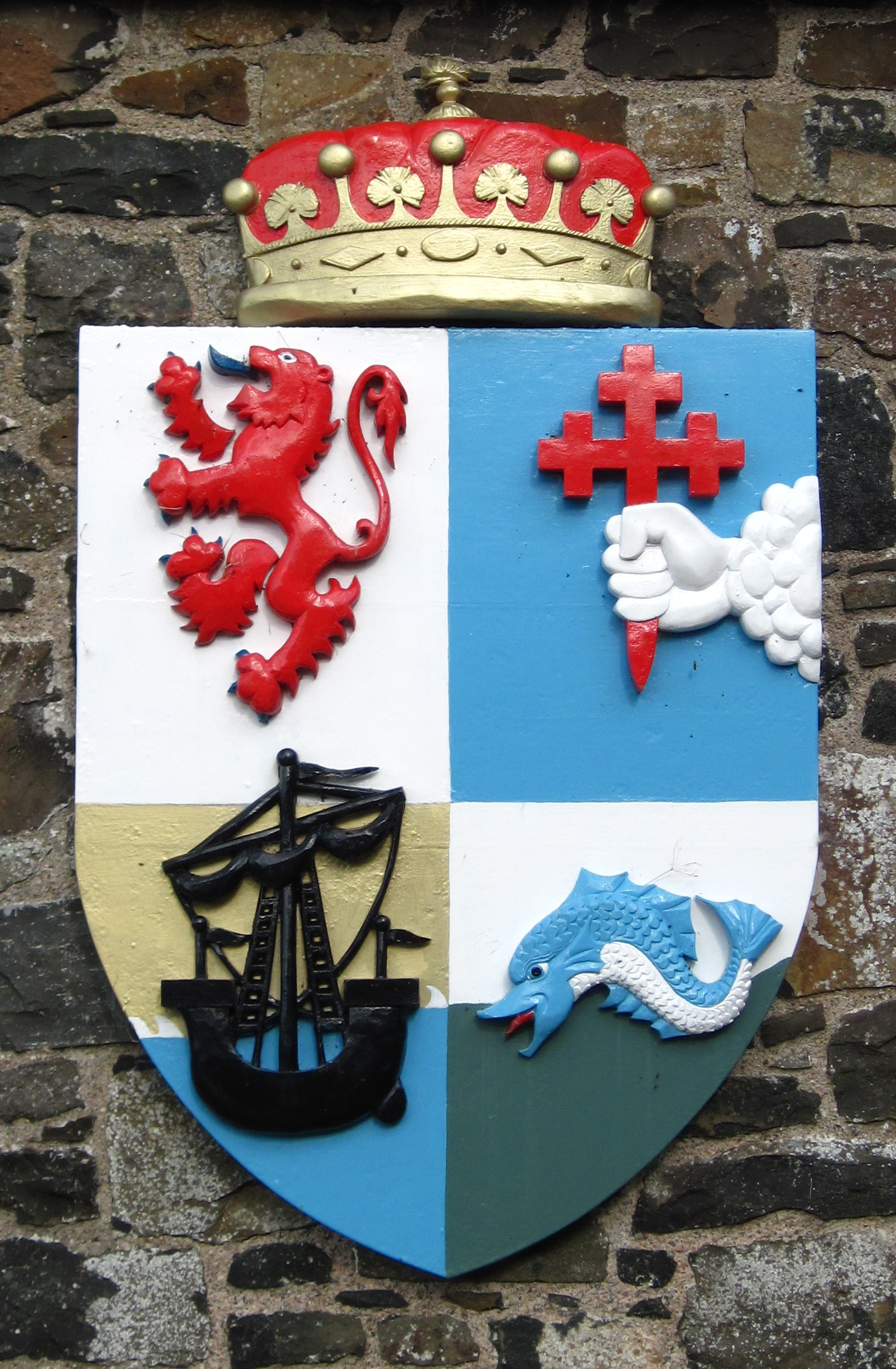
Escudo de los MacDonnells de Antrim, castillo de Dunluce.

John Mor fue asesinado por James Campbell en 1427. El hijo de John, Donald Balloch MacDonald, el segundo jefe, dirigió el clan cuando lucharon y ganaron en la primera batalla de Inverlochy (1431). Esto fue en apoyo de su primo Alejandro de Islay, conde de Ross, tercer señor de las islas y octavo jefe del clan Donald. Los MacDonald contaban con el apoyo del clan Cameron. Lucharon contra las fuerzas reales del Conde de Mar, que contaba con el apoyo del clan MacKintosh.
El tercer jefe, Sir John Mor, con su heredero John Cathanach y tres nietos, fueron detenidos por traición a los Macdonald de Ardnamurchan y ejecutados en Edimburgo por traición. Uno de sus hijos, Alejandro, huyó a Irlanda. 

### SigloXVI
A la muerte de James MacDonald, el sexto jefe del clan MacDonald de Dunnyveg y Antrim, uno de sus hermanos menores, Sorley Boy MacDonnell (en irlandés: Somhairle Buidh) se apoderó de los Glens de Antrim. Somhairle es mejor conocido por establecer el clan MacDonnell en Antrim y resistir la campaña de Shane O'Neill y la Corona inglesa para expulsar al clan de Irlanda. En 1565, bajo el mando de Sorley Boy MacDonnell, el clan MacDonnell de Antrim y Dunnyveg luchó en la batalla de Glentasie contra Shane O'Neill.
En abril de 1583, los MacDonnell (liderados por Sorley Boy MacDonnell), que habían estado luchando en la disputa McQuillan-O'Cahan del lado del clan McQuillan, decidieron traicionar a sus aliados. En la batalla de Aura, Edward McQuillan murió, lo que provocó que gobernaran The Route y su sede del castillo de Dunluce. Alaster, el hijo mayor de Sorley Boy, fue asesinado en 1585 y su cabeza fue colocada en una estaca en Dublín.

### SigloXVII
Randal MacDonnell era amigo personal y cortesano del rey Carlos I de Inglaterra. Al comienzo de la guerra de los Obispos entre Carlos I y los Covenanter escoceses, se ofreció a liderar una expedición marítima contra el régimen de los Covenanters en nombre del rey Carlos. Esta petición fue concedida, pero al final los planes se vieron frustrados por la antipatía de Thomas Wentworth y el éxito de los Covenanters contra el Rey.

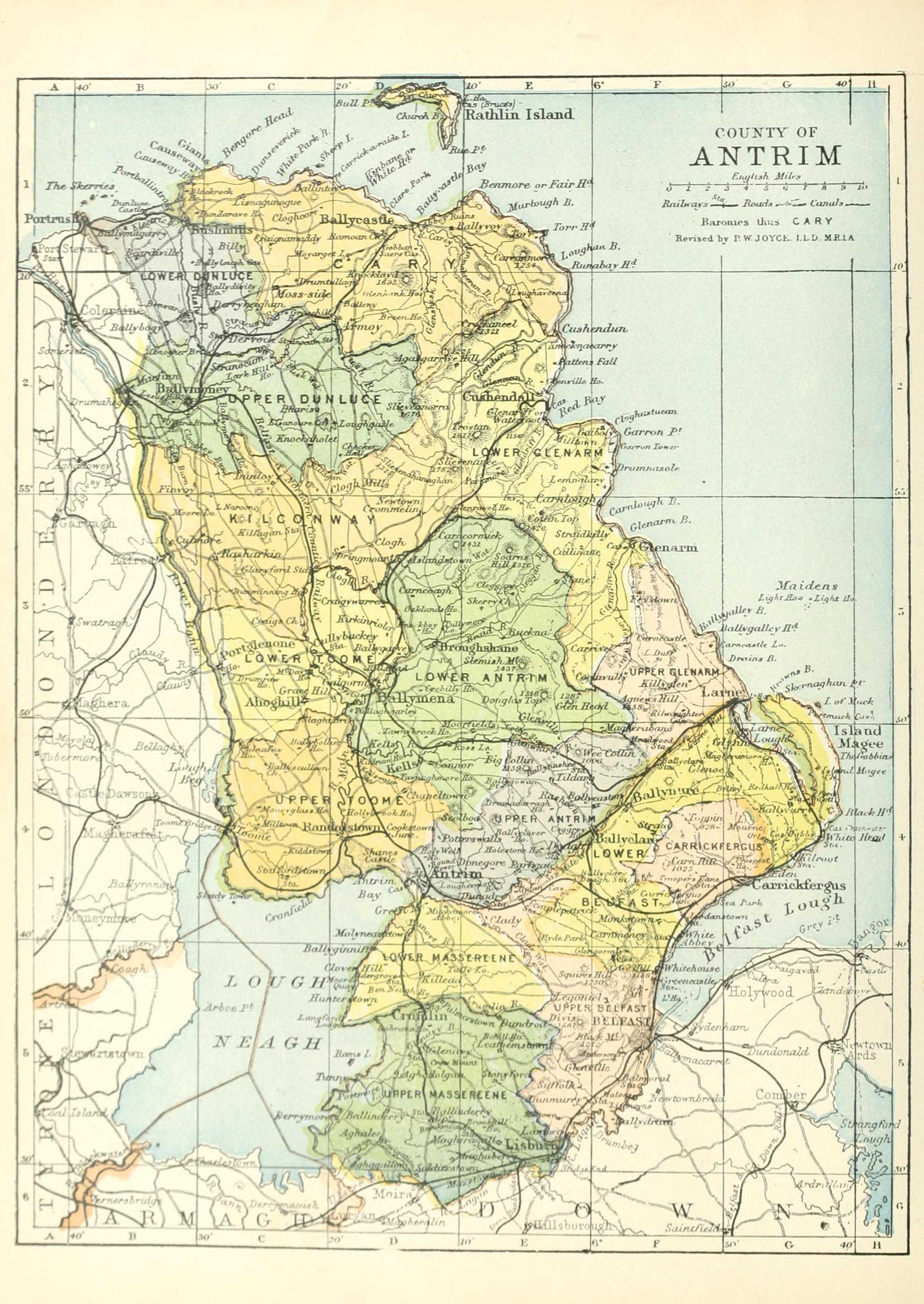
Baronías en Antrim

En 1645, sin embargo, el régimen escocés de los Covenanters había roto su tregua con el rey Carlos al intervenir en la Revolución inglesa del lado del Parlamento inglés. Randall MacDonnell solicitó una vez más ayudar al rey organizando una expedición desde Irlanda. Esto tenía como objetivos conjuntos debilitar el régimen Covenanter en nombre del Rey y reclamar tierras del clan Campbell. Los católicos MacDonnell se enfrentaron a sus enemigos Campbell, que estaban a la vanguardia del régimen protestante puritano de los Covenanters. Esta vez, los planes para una expedición se hicieron realidad, con Alasdair MacColla (también conocido como Alexander MacDonnell) liderando una fuerza de hombres desde Waterford hasta Escocia. Reuniendo a sus parientes del clan Donald y uniéndose al Marqués de Montrose, a pesar de ser superados en número, infligieron una serie de derrotas aplastantes a fuerzas enemigas más numerosas.
Quizás su mayor logro fue cuando, en una audaz campaña invernal, las fuerzas del clan Donald emprendieron una marcha sorpresa a través de las montañas cubiertas de nieve hacia el corazón de los dominios de los Campbell en Argyll, que se consideraba inexpugnable. Luego obtuvieron una victoria abrumadora contra la fuerza de los Campbell que estaba dispuesta contra ellos en la batalla de Inverlochy en 1645, con el jefe Archibald Campbell huyendo ignominiosamente para salvar su vida en una barcaza mientras los hombres de su clan eran masacrados en la batalla. Alasdair MacColla ocupó entonces Argyll y el jefe Randall MacDonnell llegó para unirse a él, pero los éxitos de la campaña escocesa se verían anulados por la derrota del rey Carlos en Inglaterra. Muchas tropas de MacDonnell retrocedieron a Irlanda, donde se opusieron a la invasión cromwelliana.
Las fuerzas de los MacDonnell apoyaron al rey Jaime II en la guerra guillermita de Irlanda.

### Actualidad
Hoy en día, el apellido se escribe predominantemente McDonnell en Irlanda y en el extranjero, aunque muchos McConnell también son de la misma familia, ya que esa es la pronunciación gaélica de Mac Domhnaill. La mayoría de los líderes del clan escribieron su nombre como una variante de McConnell hasta el siglo XVII, incluido el propio Sorley Boy MacDonnell. Muchos de los McDonnell actuales tienen una ascendencia común de Sorley Boy MacDonnell.

## Líderes de los MacDonnell de Antrim
- Colla MacDonnell (1539-1558), hijo de Alexandre Carrach.
- Sorley Boy (1558-1590), hermano de Colla.
- Randal Arranach Mac Sorley Boy, 1º conde de Antrim (1590-1636).
- Randal Óg, 2º conde de Antrim (1636-1683).
- Alexandre, 3º conde de Antrim (1683-1699).
- Alexandre, 4º conde de Antrim (1699-1721).
- Alexandre, 5º conde de Antrim (1721-1775).
- Randal William, 6º conde de Antrim (1775-1791).
- Anne Catherine, 7º conde de Antrim (1791-1834).
- Charlotte, 8º conde de Antrim (1834-1835).
- Hugh Seymour, 9º conde de Antrim (1835-1855), su hijo.
- Mark, 10º conde de Antrim (1855-1869), su hermano.
- William Randal, 11º conde de Antrim (1869-1918), su hijo.
- Randal, 12º conde de Antrim (1918-1932).
- Randal, 13º conde de Antrim (1932-1977).
- Alexandre, 14º conde de Antrim (1977- ).